# ジェットロン
ジェットロン（Jeticons）とは、『戦え!超ロボット生命体トランスフォーマー』のスタースクリームをリーダーとする、デストロン軍団における航空部隊である。
軍団の中では強大な戦力と火力を保有し、以後、様々な作品に引き継がれていく。海外版では、一つのグループとはされていない。
G-2のイギリス版では「Sky Raiders」と呼ばれている。また、ファンによる愛称として「Seekers」がある。

## 概要
陸上戦力を主とし、航空戦力に大きく劣るサイバトロンを徹底的に叩き、制空権を制覇する。単体での戦力はそれほど高いとは言えず、それゆえ、集団で行動することが多い。
スタースクリームがリーダーだが、彼の人望の無さに加え、各々が単独行動を取ったり、メガトロンの命令で動く機会も多いため、あまり整備された指揮系統を感じさせない。

## メンバー

### 『戦え!超ロボット生命体トランスフォーマー』シーズン1より登場
マグダネル・ダグラス F-15 イーグルに変型。セイバートロン星にいたころ（地球でリペアされる前）は、三角錐型の戦闘機に変形していた<。
第30話「タイムトラベラー」において、過去に飛ばされたスタースクリームを見た現地の住民が、彼の身長を「7m」と目測している。実際のF-15の全長は19.43mである。
航空参謀 スタースクリーム / Starscream
声 - 鈴置洋孝 / 英 - クリス・ラッタ
デストロンのNo.2にして、本部隊の指揮官である航空参謀。詳細は「スタースクリーム」を参照。
航空兵 スカイワープ / Skywarp
声 - 江原正士 / 英 - フランク・ウェルカー
デストロンの航空兵の一人。詳細は「スカイワープ」を参照。
航空兵 サンダークラッカー / Thundercracker
声 - 島香裕 / 英 - ジョン・スティーブンソン、ウォーリー・バー
デストロンの航空兵の一人。詳細は「サンダークラッカー」を参照。

#### 劇中では無名だったジェットロン
パイロット版にあたる第1～3話ではスタースクリーム、スカイワープ、サンダークラッカーの3体以外にも、緑や紫、青緑など、様々な色をした、名も無きジェットロンたち / Decepticon Jets（声 - 江原正士、難波圭一）が多数登場している。多くはボディが白、手足の細部が黒である。
名前のあるジェットロンたちが『ザ・ムービー』で死亡、あるいはユニクロンによって作り変えられる中で、そのままの姿で生き延びた、無名のジェットロンが『2010』に登場している。
セイバートロン星を舞台にしたエピソードでは、レーザーウェーブの部下として登場した。彼らは皆、セイバートロンモードの飛行機に変形する。
無名のジェットロンのうち、以下の4体は、2000年代以降の玩具展開で、設定と名称が付け加えられて販売された。
航空宇宙兵 サンストーム / Sunstorm
「地球への道」に登場した、セイバートロン星の保安部隊の一員。帰路に就くバンブルとホイルジャックを他のジェットロンたちと襲っていた。規格外の融合リアクターを搭載しており、強力なエネルギーを体から発する。
このエネルギー放射は、友軍の健康を害する要因となるため、集団での作戦行動に滅多に参加できない。
自らを超自然的存在と勘違いしており、奇異な言動をちらつかせているため、余計に仲間が遠ざかっている。
カラーリングは「地球への道」では黄色と白である。「SOS!サイバトロン」では黄色一色の者がいるがこちらは別人で、ノヴァストームという個体である。
玩具では、オレンジと白。e-hobby限定で玩具が発売される際に、名前と設定が追加された。
なお、何度か同名のキャラクターの玩具が販売されており、『アニメイテッド』ではアニメにも登場している。
アシッドストーム / Acidstorm
「SOS!サイバトロン」に登場した、セイバートロン星の保安部隊の一員。酸の雨を降らせることができる。
カラーリングは、アニメやシージの玩具では黄緑一色であるが、クラシック2.0の玩具では緑を基調とした迷彩模様となっている。
クラシックシリーズのクラシック2.0にて、玩具が発売される際、名前と設定が追加された。
ホットリンク / Hotlink
「地球への道」に登場した、保安部隊の一員。バンブルとホイルジャックをパイロパシックフレイムスロワー（劇中では「ファイヤーアタック」と呼称）で攻撃していた。常にツールキットを所持しており、状況が求めるどんなボディの拡張や、武器の製造に対しても準備が出来ている。
彼はどんな新発明も美しい物と考えていて、発明が不正に使用されたり、破壊されたりすると動揺する。また、サイバトロンの武器を賞賛しており、自己満足のために改良したいと思っている。
カラーリングは薄紫と白。ボットコン2013にて玩具が発売された際、名前と設定が追加された。
WFCではシージ版スタースクリームのリカラーとして、二体のバトルマスターとセットになったものが一般販売された。
ビットストリーム / Bitstream
保安部隊の一員。データハッキングとサイバー戦争に熟練したテクノロジーの天才で、サイバトロンの新しい暗号コードを解読した最初のデストロンの一人。『ターンバレーの奇襲』において、デストロンを決定的な勝利に導いたことがある。
カラーリングは青緑と白。ホットリンクと同様、ボットコン2013にて玩具が発売された際に名前と設定が追加された。アニメ劇中には、彼と非常に良く似たカラーリングのジェットロンが地球の戦いの際に登場している。
ノヴァストーム / Novastorm
「SOS!サイバトロン」に登場した、セイバートロン星の保安部隊の一員。酸の雨を降らせることができる。
カラーリングは黄色一色。シージにて、アシッドストーム、イオンストームとセットで玩具化された。
イオンストーム / Ionstorm
「SOS!サイバトロン」に登場した、セイバートロン星の保安部隊の一員。酸の雨を降らせることができる。
カラーリングは青一色。
この無名のジェットロンたちの存在と関連する問題として、スタースクリームらと同型のジェットロンはセル画の塗り間違いが非常に多く、シーンによって別のキャラに変化したり、スタースクリームが2体いるなどの作画ミスが頻繁に見られた。

### 『戦え!超ロボット生命体トランスフォーマー』シーズン2より登場
第18話（海外版では第19話）より登場。以下の3体は「新ジェットロン」などと呼ばれ、序盤から登場したジェットロンとは区別される。
翼のデザインが各々異なっており、皆ロボットモードの頭頂部が尖っているのが特徴。そのため英語圏では「Coneheads」（トンガリ頭）の愛称がある。
劇中でジェットロンと共に行動することはあまり無かったが、第24話では6機編成で飛行する姿が見られる。彼らは自分たちを「銀河系最強のジェットファイター」と自負している。
LD BOXセットの「パート2 デストロンBOX」のジャケットに描かれた髙荷義之のイラストでは、彼ら新ジェットロンと同型のボディに、スタースクリームと同じカラーリング・翼が施された兵士が確認できる。
MOVIEでは、ユニクロンが襲来した際に破壊されたように見えたが、『2010』にて再登場している（なおこのシーンには、一瞬ではあるがスタースクリームなどと同型同色のジェットロンも姿を見せている）。 
航空兵 ラムジェット / Ramjet
声 - 石井敏郎、島香裕、城山知馨夫（20、27話）、片岡弘貴（26話）、堀内賢雄（37話）、難波圭一（50話）喜多川拓郎（54話） / ムービー - 阪脩 / 2010 - 戸谷公次（1話）/ 英 - ジャック・エンジェル
白いボディと赤い翼の、デルタ翼戦闘機に変形。クラスター爆弾を搭載、その状態のままにマッハ2.8の速さで飛行可能。
他はレーザーライフルを装備。
空中での体当たりを得意とし、テックスペックにも記される身体の頑丈さは高層建築をたやすくぶち抜く。特に機首部分は、厚さ3フィートのコンクリートへ時速およそ2400kmでの衝撃に耐える強度を持つ。ところが第30話「タイムトラベラー」の回となると、対ワーパスのぶつかり合いで強固なはずの機首を脆くも潰されてしまった。
負けん気が強いアタック精神の持ち主。激突という攻撃手段のためにとりわけ自身の内部メカニズムを犠牲にするのが常である。
敵と死なばもろとも散るつもりが誤ってメガトロンに衝突するなど自滅傾向にあるものの、体当たりの一撃でパワーグライドを破損させ不時着へと追いやり（第37話「令嬢より愛をこめて」この回では遊園地のメリーゴーランドを根こそぎ持ち上げ投げつける怪力も発揮した）。敵方の総司令官コンボイを突き倒して隙を生み出し、深手を負わせるのにも貢献している（第50話「ブロードキャスト・ブルース」）。
取り残されたスタースクリームを気にし、大言壮語するスラストを叱咤、ダージが撃墜されれば憤怒して敵討ちに走り、苦労のすえ帰ってきたフレンジーをすかさずねぎらい、安否のわからぬレーザーウェーブを真剣に探しまわりと、仲間の動向には高い関心を示す。
第20話「マスタービルダー」には、メガトロンがラムジェットを「ブリッツウイング、出撃しろ!」と命令する場面があるが、これは放映時点ではラムジェットの国内発売が未定であったためとされている。
かつてダージやアストロトレインと共に宇宙刑務所を脱走したことがある。
航空兵 スラスト / Thrust
声 - 島香裕、江原正士（19話）、石井敏郎（24話、2010 16話）、難波圭一（28話）/ ムービー - 城山知馨夫 / 2010 - 塩屋翼（5話）/ 英 - エド・ギルバート
赤いボディの、VTOL戦闘機に変形。垂直離着陸用のファンが特徴。空対空ミサイル4基を積載などして、戦闘員とキャリアーを兼務。巡航速度マッハ2.5から、20秒でマッハ5に達し飛行、急激に加速する風圧は周囲の建造物を振るわせ崩すにいたる。
ロボットモードにて2基の自動ミサイルランチャーを扱う。
ガラガラ蛇のような音色をとどろかせ空気を揺るがす――高出力エンジンがいつも連ねている自慢のひとつ。これを駆使した我が身の到来により標的が混乱におちいれば、彼の中で勝利は半ば得たも同然。そこからいかに悪辣な戦いをしかけようか考えるのである。
見栄を張りたがり、その実、自軍へ向け戦意云々と豪語してみせるに見合うまでの勇気は持っていない。
勘が働かなかったり間が悪かったりで、敵対者に有利を渡してしまう展開も。
第19話「対決!! ダイノボットPART2」でエネルギーアンバランスを起こし崩壊間近のダイノボットアイランドにいる最中、嫌な予感を吐露し、第32話「スカイゴッド」で敵の生存と待ち伏せに警戒をうながし（事実マイスターたちが近くに潜んでいた）、第24話「ネガベイターを奪え！」でネガベイターの自爆装置が起動し、警告が真かハッタリか不明な時点で異様な怯えをあらわにするなど、脅威と危機に対して敏い感知能力をうかがわせる。作戦での主導権や影響力が大概低いため、それが活かされる機会は皆無にひとしい。
スラストにとって破壊大帝メガトロンは畏怖の対象であり、頼みとする存在。エネルギー切れなどの懸念が生じた場合には、まずメガトロンとのコンタクトをはかり。攻撃に倒れ体制が揺らぐ事態に、案じ当惑する。自身に好機が訪れたとして、地位を取って代わるよりも褒賞を望む。メガトロンからすれば、スラストは素直で些細な用に適しているが、知恵者とは言えず重大な仕事をさせるのに不足がある。クレムジークをたずさえ制御しつつ、単身で彼のビークルモードに搭乗したうえでサイバトロン基地への接近を任せており、技量と指示を遂行する意思のほどを見極め、その域の信用には値している。
『2010』では、スタースクリームが取引のもとにユニクロンをセイバートロン星と接続させる復活計画に加担した際、スタースクリームがボディとしていたダイナザウラーのコントロール機能をうち壊す提案と実行をし、復活を阻止した。
『ザ☆ヘッドマスターズ』では、ダージと地球基地に守衛として立つ姿が確認できる。
航空兵 ダージ / Dirge
声 - 難波圭一、堀内賢雄（19話）、江原正士（39話）/2010 - 島香裕（1話）/ HM - 山口健/英 - バド・デイビス
青いボディと黄色い翼の、エンテ型・デルタ翼戦闘機に変形。
ジェットエンジンから超音波を発生させ、胸のダクトからソニックミサイルの発射が可能。
終始、陰気かつ酷薄な言動を重ねる。
相手を破壊する行為にほの暗い執心を覗かせておきながら、哀しみにとらわれたかのような表情で、そのさまは味方のデストロンにとっても恐ろしく忌まわしい。ラムジェット曰く「やつときたら俺でさえゾッとさせやがる」。
形勢を思うままにするうちは恐怖を巧みに煽り操るのが得手である。一旦敗北のリスクに見舞われると逆に自身がその恐怖の虜となり、兵士として戦意を維持できなくなってしまう。
第45話「ホイスト  ハリウッドへ行く」にて、セイバートロン星から積み荷を持ち帰る途中、映画撮影所の裏庭にある池に墜落し身動きすら取れなくなるという醜態を演じた。一方、機械との相性が悪く、それに関して様々な騒動をもたらす令嬢アストリアを届ける任は完遂しており、以外でもなにかと物や人間を運ぶ役がまわってくる。
第39話「トリプル・チェンジャーの反乱」での権力争いを高みより見下ろしながら、果ての現状にうんざりしていた。
第44話「変身の泉」においては、撤退の際置き去りとなりかけたフレンジーに手を差し伸べ、アストロトレインの機内へ引き入れてやり配慮を見せている。
人間が落としたカメラに頭蓋骨の置き物と、目に留まった物体はとりあえず触れてみなければ気のすまない性分。
かつてラムジェットやアストロトレインと共に宇宙刑務所を脱走したことがある。
『ザ・ムービー』での戴冠式シーンではラムジェット、アストロトレインがスタースクリームに取り巻いていたのとは対照をなして、彼は他のメンバーと同じく、離れた場所からそれを見つめていた。
『ザ☆ヘッドマスターズ』のころまで姿が確認できる。

### 『トランスフォーマー ザ・ムービー』より登場
以下の面々も、資料によっては、ジェットロンとされる。
航空参謀 サイクロナス / Cyclonus
声 - 稲葉実 / HM - 西村知道 / リバース - 立木文彦 / 英 - ロジャー・C・カーメル→ジャック・エンジェル
『2010』以降のデストロンの航空参謀。詳細は「サイクロナス」を参照。
スウィープス参謀 スカージ / Scourge
声 - 島香裕 / HM - 佐藤正治 / リバース - 広瀬正志 / 英 - スタン・ジョーンズ
親衛隊「スウィープス」（ユニクロンは追跡者集団として改造）のリーダー。詳細は「スカージ」を参照。
他のスウィープス
声 - 塩屋翼、喜多川拓郎、他 / 英 - フランク・ウェルカー、ジャック・エンジェル、他
スカージと全くの同型・同色で、複数いるが、正確な人数ははっきりしない。
スカージをリーダーとして認めておらず、スカージは要領の良さでリーダーとしての立場を維持しているようだ。
『ザ・リバース』には、登場していない。

### 『トランスフォーマー G-2』に登場
スタースクリームとラムジェットがサウンドギミックを追加して販売されたが、色は現用機とは大きく異なっており、どことなくSF調の印象となっている。

### 『トランスフォーマー アニメイテッド』に登場
航空参謀 スタースクリーム / Starscream
声 - 山野井仁/ 英 - トム・ケニー
アニメイテッドのキャラクターを参照
Seekers（シーカーズ）
声 - 男子タイプ・山野井仁 / 英 - トム・ケニー/女子タイプ・田中敦子 / 英 - タラ・ストロング
スタースクリームの基礎能力に、何かしらの能力を追加したプロトフォームとオールスパークの欠片が融合し、誕生したクローン軍団（各自については、本編参照）。
劇中では、多くのクローン体が登場したが、最終的に7体のクローンが完成・起動している。
完成体の5体（スカイワープ、サンダークラッカー、サンストーム、ラムジェット、スリップストリーム）は、スタースクリームの「性格」を一つずつ受け継ぎ、それを前面に出した性格をしている（臆病者のスカイワープ、自信家のサンダークラッカー、ゴマすりのサンストーム、嘘つきのラムジェット、狡猾なスリップストリーム）が、忠誠心の無さだけは全員受け継いでおり、スカイワープとサンダークラッカーを除く3体はスタースクリームを裏切りメガトロンに寝返った。
女性タイプのスリップストームを除き、命名は、G1の新旧ジェットロンから来ている。
男性タイプは、日本語吹き替えでは「イケメンズ」と称される。
超速戦士 セーフガード / Safeguard
初級士官 ジェットファイアー / Jetfire
声 - 山口勝平 / 英 - トム・ケニー
初級士官 ジェットストーム / Jetstorm
声 - 高木渉 / 英 - フィル・ラマール
スタースクリームの能力を解析の上、追加構想の合体システムと共に、飛行能力を後天的に与えられた、双子のオートボット。
アニメイテッドで、飛行能力を持つのは、一部のディセプティコン出身者のみという設定のため、スタースクリーム＝ジェットロンの能力を持つ彼らも分類として、半ばジェットロンという位置づけになる（実際、オプティマス部隊にディセプティコンと間違えられた）。
命名は、G1およびBWRの名前が似ている飛行系トランスフォーマーより。

## ライバル
ジェットロンは元々、海外版では一つのグループとされていなかったこともあり、ライバルに関する公式設定は無い。
サイバトロン側の主戦力で、国内で、独自にカテゴライズされた、オートボットとも、対立・拮抗の図式は描かれていない。
飛行能力という点では、シリーズ後半に登場した、サイバトロン航空部隊 エアーボットがライバルに近い存在だが、アニメでは、両者が同じエピソードに登場することは少なく、戦闘シーンもわずかである。
以降の玩具展開では、ターゲットマスター、ゴッドマスターの面々にも、ジェットロンの名が冠されている者がいる。

## 玩具
初期のジェットロンは、ダイアクロンのジェット機ロボからの流用。スタースクリームは超高速戦闘タイプの仕様変更品。サンダークラッカーはアクロバットタイプの流用である。いずれも開発担当は大野光仁。
日本では「22~24」のナンバーを与えられて発売。
1986年12月に絶版となったが、スタースクリームは『2010』が放送された時期に発売された「グッドバイ メガトロンセット」に同梱された。
シーズン2より登場の新ジェットロンは、カラーリングと翼やミサイルの形状を変更して、ラムジェットとスラストが「D-56」「D-57」のナンバーを与えられて1986年2月ごろに発売。ダージは国内ではロボットポイントによる海外版の通信販売となり、1988年ごろまで販売された。
ムービーから登場したサイクロナス、スカージは、玩具は完全な新規造形だが、ハスブロとタカラ、東映動画の連携に問題があり、アニメと玩具ではイメージが異なる。日本では「D-70」「D-71」のナンバーを与えられ、1986年11月に発売。
海外ではその後、パートナー、合体用のジョイントを設けたターゲットマスター版が発売され、日本でも発売予定があったが、未発売に終わった。
2001年に、スタースクリームが復刻。
後に『コレクターズエディション』で、スカイワープとサンダークラッカー、ラムジェットとスラスト、ダージはイベント限定で復刻された。2004年には、e-Hobby限定でサンストームが発売。
スタースクリームはその後も『トランスフォーマー コレクション』『トランスフォーマー アンコール』と幾度も復刻されたが、2008年8月には『アンコール』の「11」で、スカイワープ&サンダークラッカーが2体セットで発売。
スラストとラムジェット以外は米国でも復刻されたが、安全基準の都合により、ミサイルの形状が異なっている。